# Veiligheidscode voor duiksystemen
De Veiligheidscode voor duiksystemen (Code of Safety for Diving Systems) is de IMO-standaard op het gebied van duiksystemen. Met resolutie A.831(19) werd op 23 november 1995 bepaald dat de code op 1 juli 1998 van kracht zou worden. De code uit 1995 verving de originele code uit 1983.